# Earl W. Vincent
Earl W. Vincent, född 27 mars 1886 i Washington County i Iowa, död 22 maj 1953 i Guthrie Center i Iowa, var en amerikansk republikansk politiker. Han var ledamot av USA:s representanthus 1928–1929.

## Biografi
Vincent utexaminerades 1909 från Monmouth College och avlade 1912 juristexamen vid State University of Iowa. År 1916 gifte han sig med Madge Lee. Han tjänstgjorde som åklagare i Guthrie County 1919–1922 och var ledamot av Iowas representanthus 1923–1927. År 1928 efterträdde han William R. Green som kongressledamot och efterträddes 1929 av Charles Edward Swanson. Vincent avled 1953 och gravsattes på Union Cemetery i Guthrie Center.